# Luigi Carvelli
Luigi Carvelli (Petilia, 2 gennaio 1816 – Mileto, 1º giugno 1888) è stato un vescovo cattolico italiano.

## Biografia
Nacque a Petilia, in arcidiocesi di Santa Severina, il 2 gennaio 1816. Dottore in utroque iure, venne ordinato diacono il 22 settembre 1838; in seguito professò i voti, venendo ordinato presbitero il 22 dicembre di quell'anno.
Prelato domestico di Sua Santità e protonotario apostolico, operò nella Curia romana come referendario dell'una e dell'altra Segnatura Apostolica.
Il 28 febbraio 1879 papa Leone XIII lo nominò vescovo coadiutore di Potenza e Marsico Nuovo e, al contempo, vescovo titolare di Etalonia. Ricevette la consacrazione episcopale il successivo 2 marzo, nella chiesa di San Carlo ai Catinari a Roma, dal barnabita Luigi Maria Bilio, cardinale vescovo di Sabina, e dai co-consacranti Fulco Luigi Ruffo-Scilla, arcivescovo metropolita di Chieti ed amministratore perpetuo di Vasto, e Francesco Folicaldi, arcivescovo titolare di Efeso.
Il 23 gennaio 1880 succedette nelle medesime sedi in seguito alla morte, avvenuta proprio in quel giorno, del vescovo Antonio Maria Fanìa. Il 3 luglio 1882 fu trasferito alla diocesi di Mileto, che resse come vescovo fino alla morte, avvenuta il 1º giugno 1888.

## Genealogia episcopale
La genealogia episcopale è:
- Cardinale Scipione Rebiba
- Cardinale Giulio Antonio Santori
- Cardinale Girolamo Bernerio, O.P.
- Arcivescovo Galeazzo Sanvitale
- Cardinale Ludovico Ludovisi
- Cardinale Luigi Caetani
- Cardinale Ulderico Carpegna
- Cardinale Paluzzo Paluzzi Altieri degli Albertoni
- Papa Benedetto XIII
- Papa Benedetto XIV
- Cardinale Enrico Enriquez
- Arcivescovo Manuel Quintano Bonifaz
- Cardinale Buenaventura Córdoba Espinosa de la Cerda
- Cardinale Giuseppe Maria Doria Pamphilj
- Papa Pio VIII
- Papa Pio IX
- Cardinale Luigi Maria Bilio, B.
- Vescovo Luigi Carvelli